# Guillermo Palomino
Guillermo Palomino (1834 - 10 de mayo de 1889) fue un militar y político mexicano, nacido en Veracruz y muerto en la ciudad de Mérida. Fue gobernador de Yucatán de 1886 a 1889, muriendo antes de terminar el mandato de cuatro años para el que había sido elegido. Fue un gobernador muy popular y su muerte fue acogida por un gran duelo colectivo.

## Datos históricos
Llegó a Yucatán en 1873, enviado por el presidente Sebastián Lerdo de Tejada, con el grado de general de brigada, para hacerse cargo de la comandancia militar del estado. Por ausencias del gobernador en turno, Miguel Castellanos Sánchez, se hizo cargo del despacho del gobernador en 1874 durante un breve periodo. Habiéndose retirado de sus encargos políticos y militares, en 1881 fue elegido senador de la república por Yucatán.
En 1885 fue postulado y electo gobernador de Yucatán, tomando posesión el 1 de febrero de 1886. Durante su gestión se realizaron diversas obras materiales, como calles de la ciudad de Mérida, ramales del ferrocarril, líneas telegráficas. El clima de paz y de tranquilidad que se vivió en Yucatán durante esa época y su carisma personal, lo hicieron un gobernador estimado por la sociedad.
Murió en la ciudad de Mérida el 10 de mayo de 1889, pocos días después de haber solicitado licencia para separarse del cargo, el 15 de abril. Fue sustituido por Juan Pío Manzano quien era el vicegobernador del estado.